# Fernando Pamplona
Fernando Pamplona (Río de Janeiro, 26 de septiembre de 1926 - Río de Janeiro, 29 de septiembre de 2013) fue un carnavalesco, escenógrafo, profesor, productor y presentador de televisión brasileño. Es considerado uno de los personajes más importantes del carnaval carioca.
En 1959, el escritor Miercio Tati, miembro del entonces Departamento de Turismo y Eventos de la Municipalidad (hoy Riotur), le pidió que formara parte del jurado de los desfiles de las escuelas de samba de Río. Aunque asumió el trabajo con dedicación sólo hubo una escuela que realmente entusiasmó a Pamplona, la GRES Acadêmicos do Salgueiro que ese año había innovado por completo los estándares del carnaval de Río al desechar las habituales tramas de capa y espada (sobre políticos o militares) que traían las escuelas y adoptar un tema sobre el pintor francés Jean-Baptiste Debret. Este tema titulado "Un viaje pintoresco e histórico a Brasil", fue ideado por los diseñadores de vestuario Dirceu y Marie Louise Nery, y Salgueiro ofreció una actuación revolucionaria e inolvidable. Pamplona otorgó un 8 a Salgueiro, que sólo perdió ante Portela por un punto.

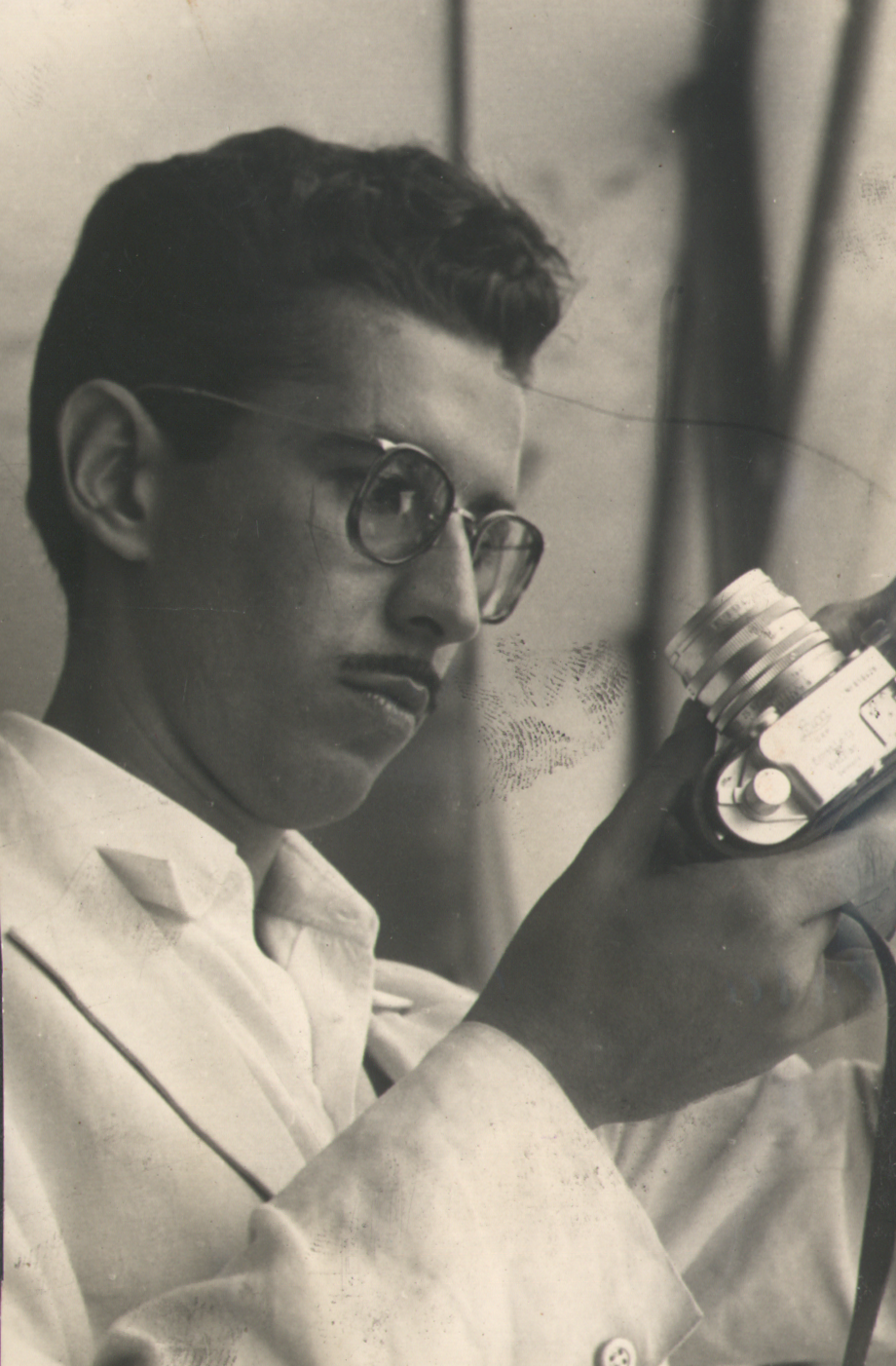
Fernando Pamplona en 1956

Fue uno de los pocos jueces que defendió sin miedo su valoración de los desfiles, lo que sorprendió al director del carnaval de Salgueiro, Nelson de Andrade. La dirección de la escuela, a través de Nelson, le invitó a preparar el desfile de Salgueiro para el carnaval de 1960 y Pamplona aceptó la petición con la condición de que escribiera una historia sobre Zumbi dos Palmares. Por primera vez, la vida de un personaje no oficial de la historia brasileña era retratada por una organización. Recurrió a sus colegas de teatro, Arlindo Rodrigues y Nilton Sá, y acabó convirtiéndose en diseñador del carnaval de la escuela de samba.
Ganó cuatro títulos en Salgueiro y fue subcampeón otras tres veces. Pamplona presta su nombre a la biblioteca del Centro de Referencia del Carnaval, el único de este tipo en Brasil.
Su colaboración artística se encuentra en el boletín mensual de la Mocidade Portuguesa Feminina. (1939-1947). En 1986 fue homenajeado por Acadêmicos do Salgueiro, con el argumento "Hay que sacar de la cabeza lo que no se tiene en el bolsillo".
Fue empleado de TVE en Río de Janeiro, donde fue escenógrafo, productor y presentador. En 1975, produjo la telenovela educativa João da Silva. En 1980, la emisora lanzó su cobertura del carnaval, que a principios de esa década mostraba los desfiles del grupo principal de las escuelas de samba, así como de los grupos inferiores, los blocos y los ranchos.  A partir de 1984, se convirtió en comentarista de la recién inaugurada Rede Manchete, cargo que ocupó hasta 1997. Volvería a ejercer brevemente en la Rede Bandeirantes, cubriendo el desfile de campeones de 2004.
Desde entonces, Pamplona ha preferido mantenerse alejado del Carnaval. En una de sus últimas entrevistas en enero de 2013, para el diario O Dia dijo que hacía seis años que no veía el carnaval porque viajaba a Corrêas, en Petrópolis. Pamplona criticaba los "marcheados" sambas-enredos y la ausencia de sambas de quadra, que se creaban a lo largo del año. De los últimos profesionales que siguió en vida, alabó el trabajo de Paulo Barros que, según sus palabras, fue quien "creó algo diferente" después de Joãosinho Trinta.
Falleció en la mañana del 29 de septiembre de 2013 en su casa del barrio de Copacabana, víctima de cáncer.
En 2015, recibió un homenaje póstumo de la escuela de samba São Clemente que llevó al Sapucaí un desfile inspirado en su vida y obra, ensalzando su gran contribución al carnaval de Río. La carnavalesca Rosa Magalhães fue la responsable de la presentación.